# Storia della nudità

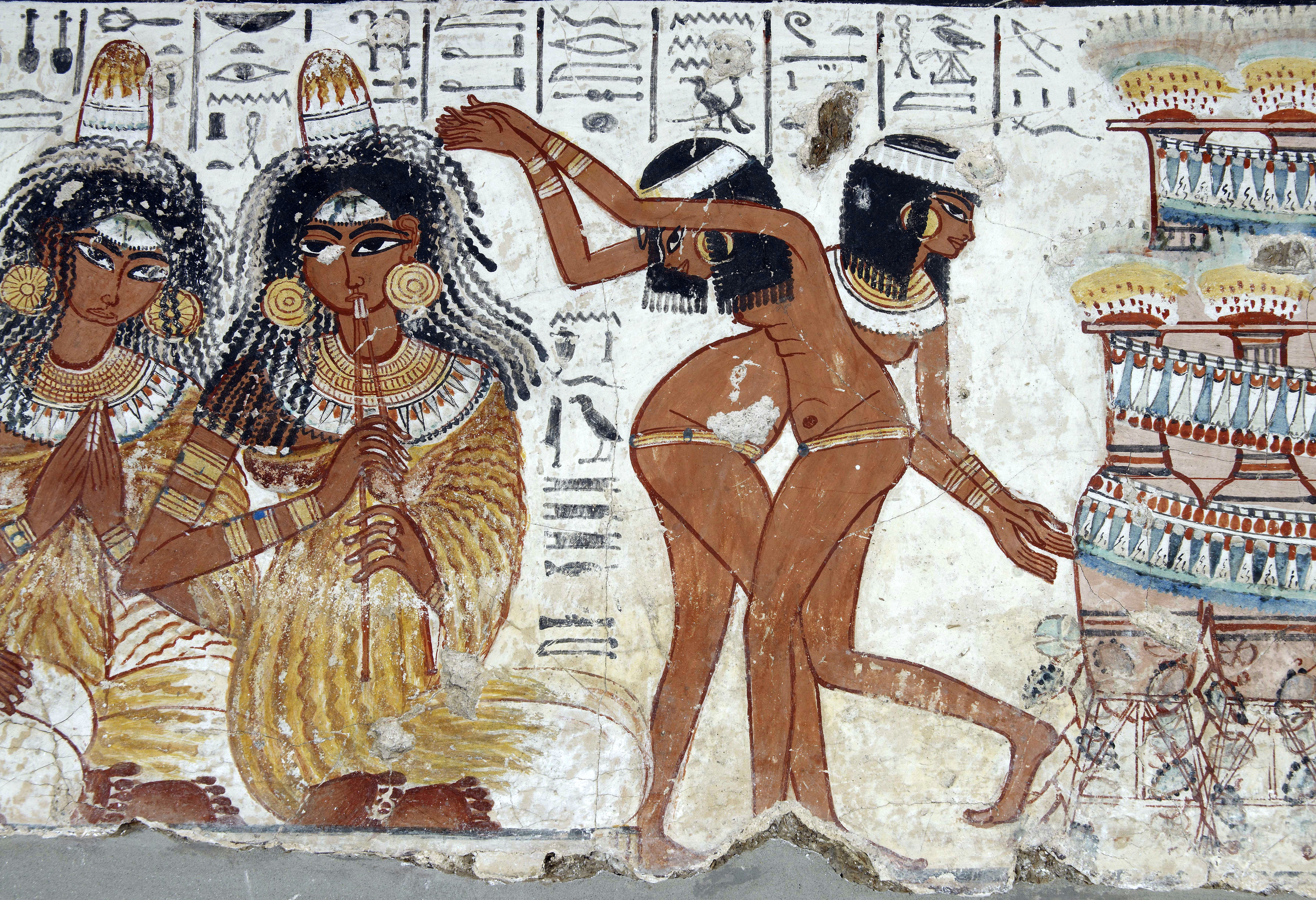
Danzatrici nude e scalze durante una celebrazione egizia - Tomba di Tebe c. 1400 B.C.

La storia della nudità si riferisce agli atteggiamenti sociali delle diverse culture storiche nei confronti della nudità.
L'uso di vari tipi e capi d'abbigliamento nella vita quotidiana è un fatto che si verifica comunemente nella maggioranza delle società umane. Non si sa con precisione quando l'essere umano abbia iniziato ad indossare vestiti per coprire la propria nudità; l'antropologia crede che pelli d'animali assieme a foglie e rami intrecciati siano stati adattati in rivestimenti principalmente per proteggersi dal freddo, dal caldo e dalla pioggia, soprattutto a seguito delle migrazioni in regioni dai climi estremi.
L'ipotesi alternativa vuole che i vestiti possano essere stati inventati anche per altri scopi, come la magia, la decorazione corporea, gli atti cultuali, o per indicare una condizione di prestigio sociale.

## Preistoria
Poiché le pelli di animali e i materiali vegetali si decompongono facilmente, non vi sono prove archeologiche sicure di quando e come l'abitudine di coprirsi il corpo nudo si sia sviluppata; tuttavia recenti studi paiono suggerire che l'abbigliamento possa essere diventato un'abitudine comune nella società umana circa 72.000 anni fa. Se questa ipotesi risultasse corretta, ciò verrebbe a significare che per circa 128.000 anni, la maggior parte della storia dell'uomo anatomicamente moderno, gli esseri umani così come li conosciamo avrebbero vissuto completamente nudi.
Vi sono però alcuni antropologi che ritengono che sia l'Homo habilis che l'Homo erectus possano aver utilizzato pelli animali per coprirsi e proteggersi dalle intemperie, spostando così l'origine dell'abbigliamento indietro di quasi un milione di anni.

## Antico Egitto
Lo stile dell'abbigliamento nell'antico Egitto non è molto cambiato nel corso dei millenni. Gli egizi indossavano il minimo di capi d'abbigliamento necessari, gli uomini rimanevano spesso a torso nudo e scalzi con solamente un gonnellino chiamato shendyt che avvolgeva i fianchi, mentre le donne generalmente indossavano un tessuto drappeggiato; i bambini vivevano senza alcun problema completamente nudi fino alla pubertà.
Anche se la quantità minima di vestiti era la norma nell'era dei faraoni lungo tutto il corso della sua storia, questo costume è stato considerato come umiliante da alcune altre culture antiche: ad esempio nel libro di Isaia ci si riferisce ai prigionieri nudi e scalzi, con le natiche scoperte a perpetua vergogna. Immagini simili vengono mostrate in molti bassorilievi assiri e babilonesi, che ritraggono schiavi incatenati nudi in condizione di prostrazione e profonda umiliazione.

## Antica Grecia

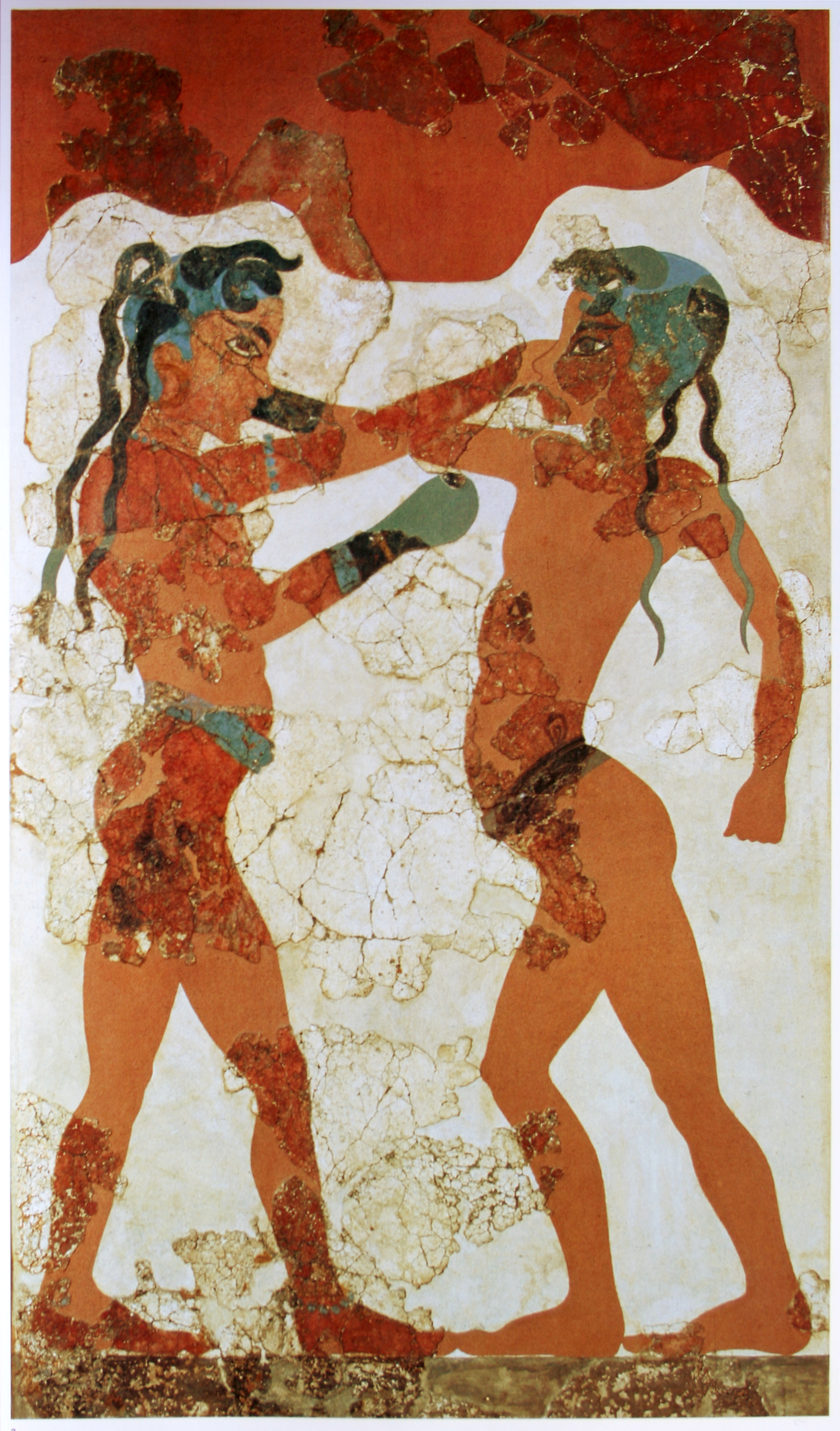
Giovani minoici praticano il pugilato nudi con solo una cintura in vita (affresco trovato a Santorini).

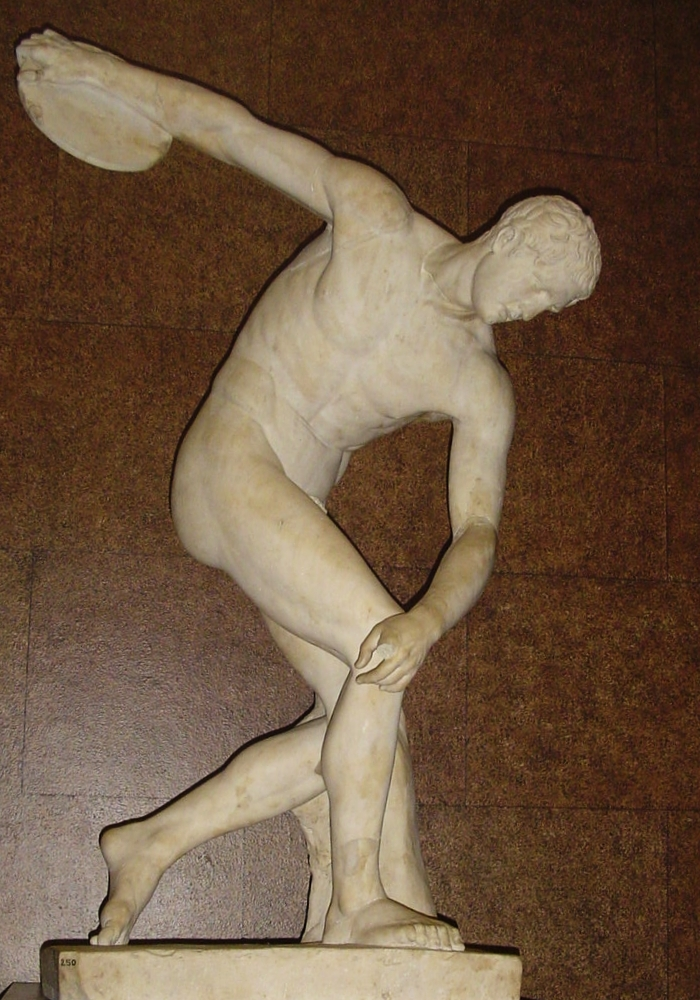
Mirone; Discobolo, copia del I secolo da un originale del V a.C., British Museum.

In alcune antiche culture mediterranee, anche ben oltre l'epoca preistorica dei cacciatori-raccoglitori, come ad esempio la civiltà minoica, la nudità atletica sportivo-militare di uomini e ragazzi (e più raramente anche di donne) era un concetto abbastanza comune e perfettamente naturale.
Il mondo dell'antica Grecia ha sempre mantenuto un particolare interesse nei confronti dell'estetica, il che si rifletteva anche nell'abbigliamento o nella sua mancanza; Sparta aveva codici rigorosi per quanto riguardava la formazione dei giovani, uno dei quali era proprio l'esercizio fisico da svolgersi nudi e gli atleti dovevano inoltre competere nudi anche in tutti gli eventi sportivi pubblici. Così come gli uomini, a volte anche le donne spartane partecipavano nude alle varie processioni e alle feste svolte in pubblico; nel caso delle donne la pratica era progettata per incoraggiare la virtù, mentre nel caso degli uomini per accrescere il valore guerresco.
In generale tuttavia i concetti di vergogna ed umiliazione sembrano esser stati dei deterrenti nei confronti della nudità pubblica nella maggior parte del mondo antico, con poche eccezioni; Polibio afferma che i Celti combattevano nudi e li descrive in tal modo: «La comparsa di questi guerrieri nudi era uno spettacolo terribile... tutti uomini dal fisico splendido e nel fiore degli anni».
Anche prima dell'età classica, ad esempio a Creta, l'esercizio fisico atletico è stato parte importante della vita quotidiana; i greci difatti accreditavano a varie figure mitologiche qualità eminentemente atletiche e così le rappresentavano nelle loro realizzazioni artistiche: le divinità maschili, in particolare Apollo ed Eracle, nella loro qualità di patroni dello sport erano spesso rappresentati in pose atletiche, quando non come veri e propri atleti.
Donne e dee erano normalmente ritratte vestite nella scultura greca classica, con l'unica eccezione riguardante Afrodite: mentre i corpi maschili vengono spesso mostrati completamente nudi, quelli femminili erano sottoposti al concetto di "Venere pudica" ed apparivano quindi solo parzialmente spogliati (un esempio di ciò è la Nike di Samotracia).
Come già detto, la nudità atletica era molto comune, quasi tutte le pratiche sportive erano difatti eseguite generalmente dagli atleti senza alcun abito addosso. L'estetica atletico-cultuale della nudità comprendeva nella stragrande maggioranza dei casi adulti e adolescenti maschi; nell'amore per il bello d'impostazione filosofica era incluso anche il corpo umano, oltre che l'amore per la natura, le arti ed il pensiero teorico-astratto. La parola greca per palestra-ginnasio significa "luogo in cui si gareggia nudi"; essendo quindi il luogo per eccellenza in cui si trovavano i maschi nudi la maggior parte delle poleis dell'epoca non permetteva che vi fossero partecipanti o anche solo spettatori di sesso femminile a quegli eventi, con la notevole eccezione di Sparta.

Durante i giochi olimpici antichi e gli altri giochi panellenici, dove gareggiavano atleti provenienti da tutto il mondo greco (dalla Magna Grecia alle colonie più lontane), quasi tutte le discipline - dal pugilato alla lotta al pancrazio - prescrivevano la nudità completa, così come anche nella gara di corsa dello stadion e nell'antico pentathlon olimpico (salto in lungo, lancio del giavellotto, lancio del disco, corsa e lotta), mentre non era necessariamente richiesta per la corsa dei carri.

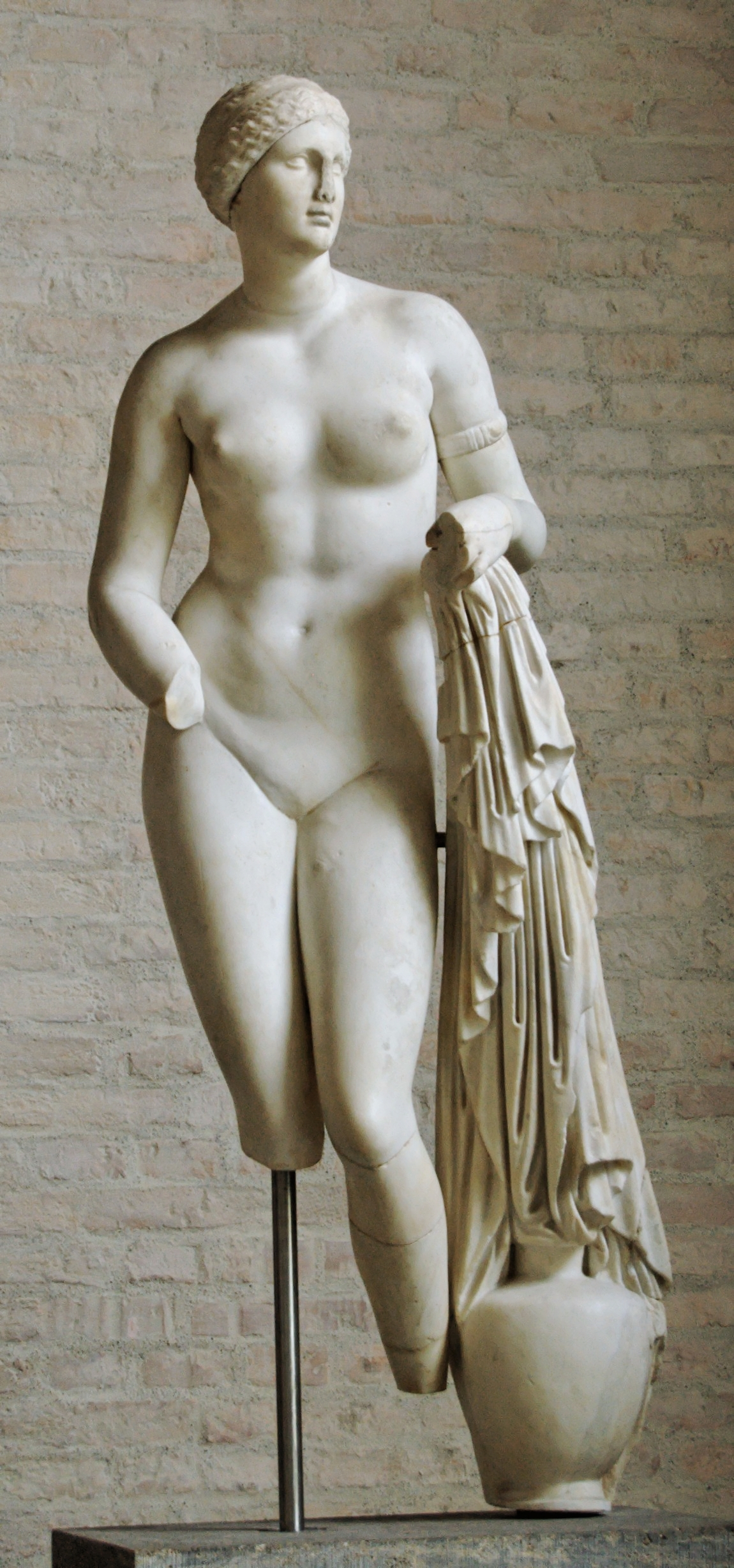
Esempio di Afrodite Cnidia.

 La prova della nudità sportiva vigente nel mondo greco è testimoniata dalle numerose raffigurazioni superstiti di concorrenti nelle varie discipline, in sculture, mosaici e pitture vascolari: atleti famosi vincitori dei giochi antichi sono stati premiati con l'erezione di statue che li raffiguravano per commemorarli (vedi ad esempio Milone). Il rifiuto di alcune culture antiche di praticare la nudità atletica è stata condannata degli stessi greci qual segno di tirannia e repressione politica.
In ogni caso gli atleti, anche se completamente nudi, sembra evitassero l'esposizione del glande, questo indossando un kynodesme, sottile striscia di pelle che doveva ricoprire la punta del pene.
Anche in certe cerimonie religiose veniva praticata la nudità; la statua del Moscophoros (portatore del vitello), residuo arcaico trovato nell'acropoli di Atene, raffigura un giovane uomo che trasporta un vitello sulle spalle, presumibilmente per portare l'animale all'altare del sacrificio. Fatto abbastanza interessante, la statua non è completamente nuda, in quanto un pezzo di stoffa molto sottile e quasi trasparente è attentamente drappeggiato sulle spalle, le braccia e la parte anteriore delle cosce, ma lasciando tuttavia i genitali volutamente esposti.
Anche le raffigurazioni di nudità erotica erano un fatto normale. I greci erano perfettamente consapevoli del carattere eccezionale della loro nudità, sottolineando che «in generale nei paesi soggetti ai barbari, l'usanza è ritenuta disonorevole; l'amore rivolto ai giovani condivide la reputazione che hanno anche la filosofia e lo sport, perché tutte queste sono discipline ostili alla tirannia».
La nudità pubblica era poi accettata, sia nel mondo greco che in quello romano, nel contesto dei bagni e dello stabilimento balneare (vedi le terme romane); era anche comune per gli schiavi venire puniti e frustati in pubblico parzialmente o completamente nudi. Anche durante l'impero romano i prigionieri venivano spogliati nudi come ulteriore forma d'umiliazione.

## Antica Roma

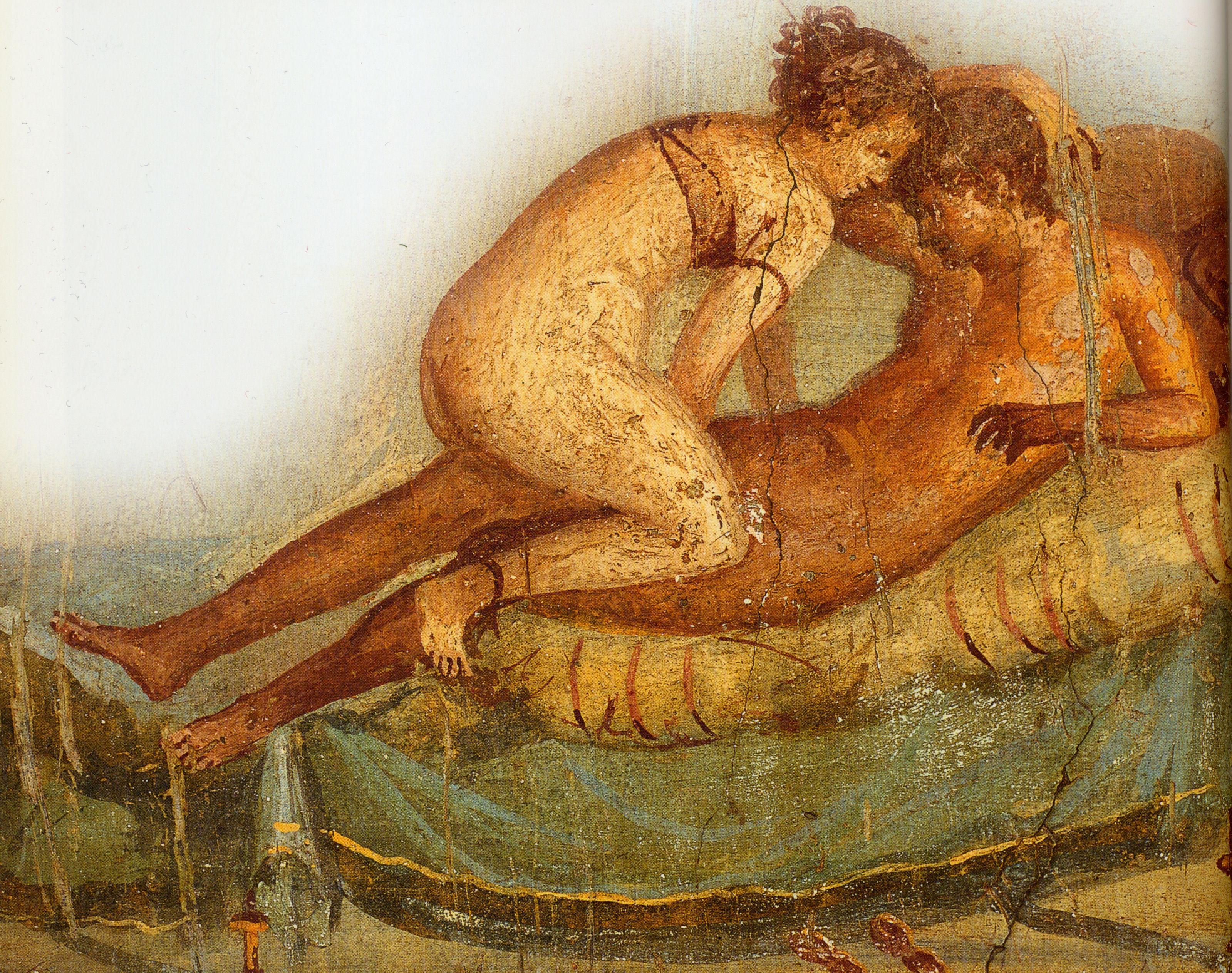
Affresco di scena erotica nella Casa del Centenario a Pompei antica.

Gli atteggiamenti romani nei confronti della nudità maschile differivano da quelli greci, per cui l'ideale d'eccellenza maschile è stata espressa dal corpo maschile nudo nell'arte e in determinate situazioni della vita reale come le gare sportive; il corpo del maschio adulto cittadino dell'antica Roma si distingueva invece per l'uso della toga. Il poeta Ennio ha dichiarato che «esporre corpi nudi tra i cittadini è l'inizio della disgrazia pubblica (flagitium)», un sentimento ripreso poi - tra gli altri - anche da Cicerone
La nudità in pubblico poteva essere considerata offensiva o sgradevole anche negli ambienti tradizionali delle varie festività religiose: Cicerone deride Marco Antonio ritenendolo indegno per esser apparso quasi nudo in qualità di partecipante ai Lupercalia, anche se ciò veniva in certi casi ritualmente richiesto.
Le connotazioni negative date alla nudità includevano anche la sconfitta in guerra, dato che i prigionieri nel momento in cui venivano resi schiavi, erano anche spogliati dei propri abiti. Anche gli schiavi messi in vendita erano spesso esposti nudi per consentire in tal modo agli acquirenti d'ispezionarne gli eventuali difetti fisici, ma anche per simboleggiare il fatto che non avevano più alcun diritto di controllo sul proprio corpo.
La disapprovazione della nudità era più un intento di nobilitare il corpo del cittadino (il che accadeva attraverso la veste, marchio di riconoscimento per eccellenza) che il tentativo di sopprimere una qualche tentazione sessuale: così il reziario, un tipo di gladiatore che combatteva praticamente seminudo, era considerata essere una figura poco virile.
L'influenza dell'arte greca tuttavia ha portato a ritratti di nudi eroici di uomini e divinità romane, una pratica che ha avuto inizio nel II secolo a.C.; quando le prime statue di generali romani nudi alla maniera dei re ellenistici cominciarono ad apparire, gli spettatori rimasero scioccati, non tanto o non semplicemente perché la figura maschile veniva esposta nuda, ciò evocava concetti di regalità e divinità palesemente in contrasto con gli ideali della repubblica romana e dal concetto di cittadinanza legittima incarnato dall'uso della toga.
L'arte prodotta durante il lungo governo di Augusto, con l'adozione in toto dell'arte ellenistica e dello stile scultoreo del neoatticismo ha portato alla più completa significazione del corpo maschile mostrato nudo, parzialmente nudo o rivestito di una lorica musculata. I romani che gareggiavano durante i giochi olimpici antichi presumibilmente seguivano l'usanza greca di presentarsi nudi; la nudità atletica in seno alla cultura romana è stata variamente datata, forse già con l'introduzione dei giochi in stile greco nel II secolo a.C., ma forse non con regolarità fino almeno al tempo di Nerone attorno al 60 d.C.
Allo stesso tempo il phallos è stato raffigurato ubiquitariamente. L'amuleto fallico noto come fascinum (da cui le parole fascino, affascinare e fascinazione direttamente derivano) si presumeva avesse il potere di scacciare il malocchio e altre forze soprannaturali malefiche, oltre che la sfortuna in generale; appare spesso nei reperti degli scavi archeologici di Pompei in forma di tintinnabulum (campanelli eolici) ed altri oggetti quotidiani come le lampade.
Il fallo enorme era anche la caratteristica primaria del dio greco importato Priapo la cui statua veniva spesso utilizzata come "spaventapasseri" nei giardini o come guardia contro i ladri. Un sesso maschile raffigurato eretto o di dimensioni esagerate provocava le risa, era grottesco ed aveva una funzione apotropaica.
L'arte romana mostra regolarmente la nudità quando vuole descrivere le scene mitologiche, ma scene sessualmente esplicite potevano apparire anche oggetti comuni come vasi, lampade e specchi, così come tra le collezioni d'arte private delle case benestanti.
La matrona romana, e tutte le donne rispettabili della società, venivano sempre raffigurate vestite. La nudità parziale delle dee nell'arte imperiale tuttavia poteva evidenziarne dignitosamente il seno come immagine favorevole di nutrimento, abbondanza e pace. Il corpo femminile completamente nudo così com'era ritratto nella scultura era pensato per incarnare il concetto universale di Venere (l'amore fisico e la bellezza)

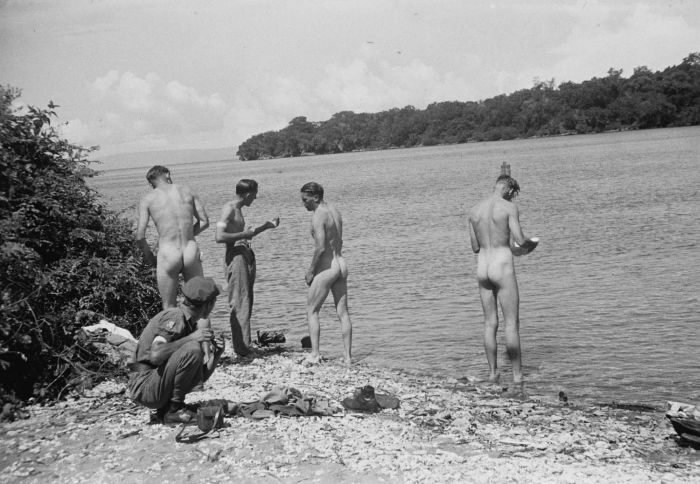
Militari olandesi fanno il bagno nudi, 1949.

## Culture tradizionali
La nudità completa tra gli uomini e le nudità completa o quasi completa tra le donne è ancora un fatto comune per i gruppi etnici dei Mursi, Surma, Nuba, Karimojong, Kirdi, Dinka e talvolta anche per i Masai in Africa; così come per i Matsés, Yanomami, Suruwaha, Xingu, Matis e Galdu in America del Sud. Molte popolazioni indigene africane e sudamericane sogliono svolgere ancora oggi tutte le attività sportive in stato di completa nudità.
I monaci maschi digambara, corrente più estrema del Giainismo, passano la loro intera vita completamente nudi, o "rivestiti d'aria", come preferiscono autodefinirsi.
Ibn Battuta (1304-1369) giudica negativamente il popolo del Mali che aveva visitato perché aveva visto le loro donne andarsene tranquillamente in giro davanti a tutti completamente nude.

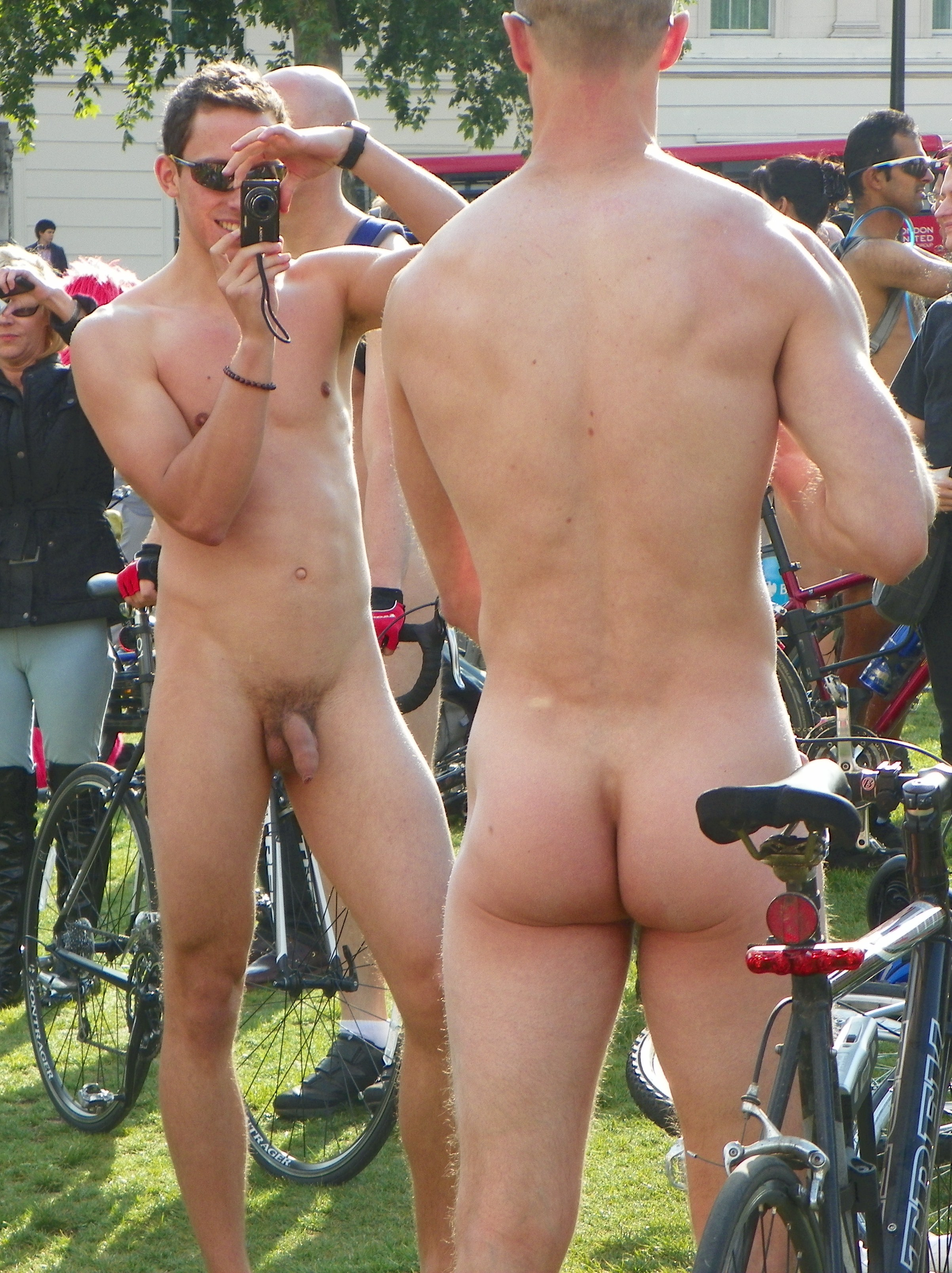
Uomini nudi in pubblico durante l'evento del World Naked Bike Ride

## Storia recente
Durante l'illuminismo il tabù contro la nudità ha cominciato a crescere e con l'epoca vittoriana la nudità pubblica venne in toto considerata oscena, finendo con l'essere indecente il presentarsi a torso nudo in spiaggia per gli uomini. Ma oltre alle spiagge separate per sesso iniziarono ad esser utilizzate anche delle cabine esplicitamente utilizzate per cambiarsi d'abito; ancora ad inizio XX secolo i costumi da bagno delle donne dovevano coprire almeno fino al ginocchio.
A questo riguardo un qualche significativo cambiamento si verificò solo dopo la metà del '900 con l'introduzione del bikini.
Nel 1924 in Unione Sovietica un'organizzazione informale chiamata "Abbasso vergogna" ha indetto marce di massa con tutti i partecipanti nudi, questo nel tentativo di dissipare la decadente morale borghese; ma, dopo la rapida ascesa al potere di Stalin furono rapidamente soppresse le idee radicali che erano circolate nei primi anni dopo la rivoluzione russa: nudismo e pornografia vennero vietati e la società sarebbe da allora in poi rimasta rigidamente conservativa per tutto il resto dell'esistenza dell'URSS. Solo a seguito della caduta e definitivo scioglimento del regime comunista nel 1991 un clima sociale più liberale ha iniziato pian piano a prevalere nella nuova federazione russa con la ricomparsa di discoteche e spiagge naturiste.
Molti dei manifesti ufficiali delle varie edizioni dei giochi olimpici rappresentano figure maschili nude: il poster per i giochi della V Olimpiade 1912 disputata a Stoccolma raffigura diversi atleti maschi nudi con i genitali oscurati; ma anche in quelli per le edizioni del 1920, 1924 e 1952 erano presenti figure maschili nude, mentre il simbolo dell'edizione 1948 è stato il disegno del discobolo nudo.
Con i primi anni del XX secolo ha iniziato a svilupparsi in Germania il "nudismo", che si rifà al movimento del naturismo, collegato anche ad un rinnovato interesse nei confronti delle idee classiche greche nei riguardi del corpo umano nudo. I cosiddetti FKK (da Freikörperkultur = cultura del corpo libero) erano club sorti in questi anni; nel corso degli anni '30 però la dirigenza nazista vietò le organizzazioni naturiste indipendenti, mantenendo solamente quelle poste sotto il controllo del partito.
Dopo la fine della seconda guerra mondiale la repubblica democratica tedesca divenne famosa per le sue spiagge nudiste e la diffusione della cultura FKK.
Durante gli anni '60 e '70 i gruppi femministi francesi e italiani fecero pressioni per ottenere la legalizzazione delle spiagge in cui si potesse liberamente usare il topless.
Con gli anni '90 la nudità viene prevista in occasione di grandi eventi pubblici, prima in certe edizioni del "Bay to Breakers" (gara podistica californiana) e poi a partire dal 2003 col World Naked Bike Ride.